# Wincenty Czulak

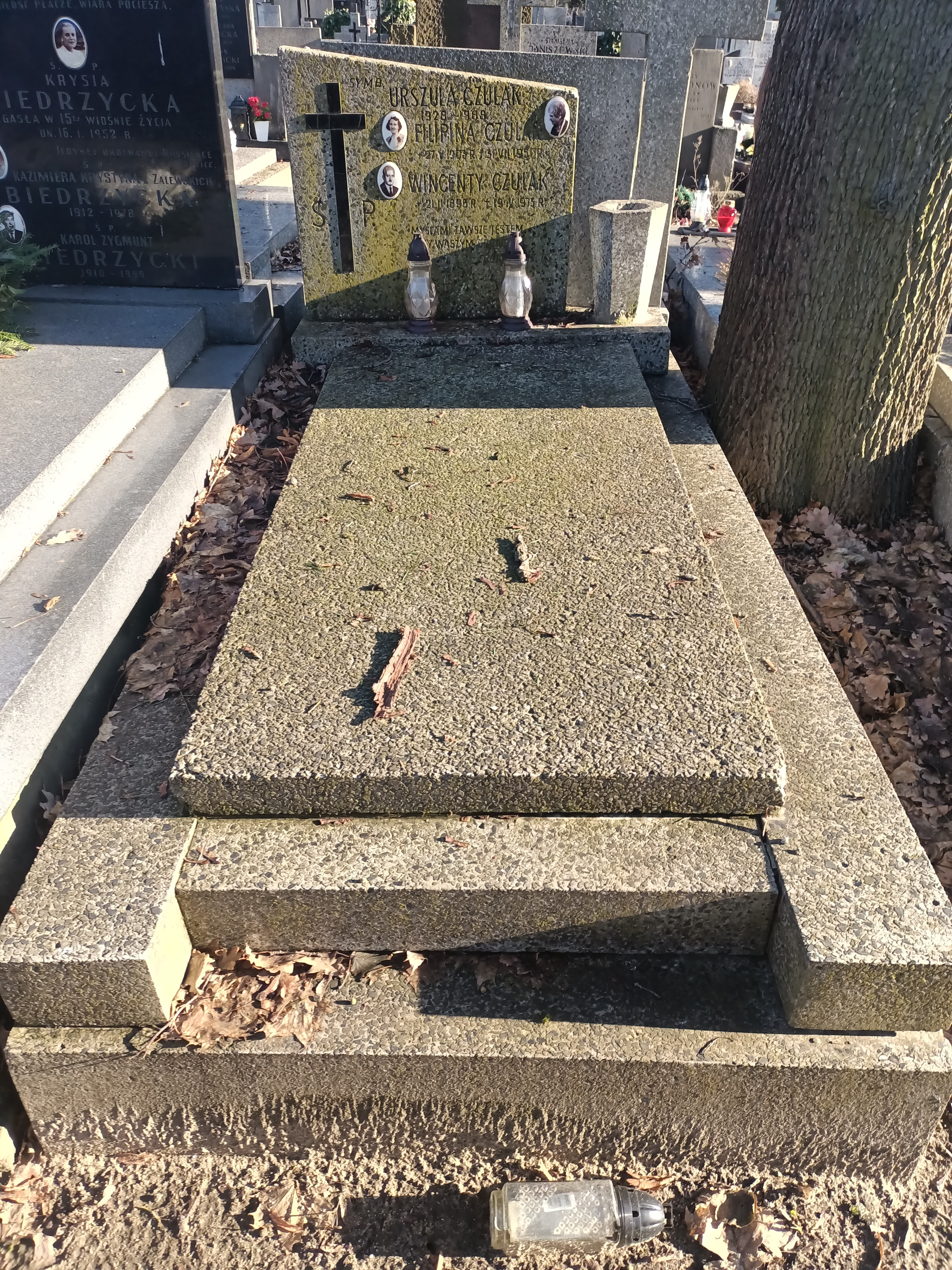
Grób Wincentego Czulaka na Cmentarzu Bródnowskim w Warszawie

Wincenty Czulak (ur. 22 lutego 1896 w Międzybrodziu Bialskim, zm. 19 kwietnia 1973 w Warszawie) – starszy sierżant Wojska Polskiego, działacz niepodległościowy, kawaler Orderu Virtuti Militari.

## Życiorys
Urodził się 22 lutego 1896 w Międzybrodziu Bialskim, w rodzinie Józefa i Marii z domu Sadlik. Uczęszczał do szkoły powszechnej, później do Krajowej Niższej Szkoły Rolniczej w Kobiernicach, a następnie do gimnazjum polskiego w Białej. Przez rok był członkiem Polowej Drużyny Sokolej.
W 1914 wstąpił do Legionów Polskich i otrzymał przydział do 11. kompanii 2 pułku piechoty. W 1915 przeniesiony do 5. kompanii 4 pułku piechoty i w jego szeregach walczył pod Kozłówką, Hulewiczami i Optową. Za bohaterstwo w walce, a przede wszystkim w służbie patrolowej i zwiadowczej odznaczony został Krzyżem Srebrnym Orderu Virtuti Militari. Ranny, dostał się do niewoli rosyjskiej. Wiosną 1918 wstąpił do II Korpusu Polskiego. W bitwie pod Kaniowem dostał się do niewoli niemieckiej.
W listopadzie 1918 wstąpił do odrodzonego Wojska Polskiego i w składzie 12 pułku piechoty walczył z Ukraińcami w Małopolsce Wschodniej oraz w wojnie polsko- bolszewickiej. W kwietniu 1921 został zwolniony do rezerwy.
W 1926 ponownie wstąpił do Wojska Polskiego. Służył w 36 pułku piechoty w Warszawie. W 1934 w stopniu tytularnego starszego sierżanta był szefem kompanii. W 1939 walczył w kampanii wrześniowej. Po zakończeniu wojny pracował w Wojskowym Instytucie Geograficznym w Warszawie. Zmarł 19 kwietnia 1973 w Warszawie i został pochowany na cmentarzu Bródnowskim (sektor 77A, rząd 4, grób 19).
Był żonaty z Filipiną z Krzyszkowskich (1903–1951), z którą miał córkę Zdzisławę (ur. 1 października 1926).

## Ordery i odznaczenia
- Krzyż Srebrny Orderu Virtuti Militari nr 6271[1]
- Krzyż Niepodległości – 15 kwietnia 1932 „za pracę w dziele odzyskania niepodległości”[9][5]
- Brązowy Krzyż Zasługi po raz drugi – 1938 „za zasługi na polu pracy społecznej”[10]
- Brązowy Krzyż Zasługi po raz pierwszy – 1936 „za zasługi w służbie wojskowej”[11]
- Medal Pamiątkowy za Wojnę 1918–1921[3]
- Medal Dziesięciolecia Odzyskanej Niepodległości[3]
- łotewski Medal Pamiątkowy 1918-1928 – 22 listopada 1935[12]